# Adolf Rieder
Adolf Rieder (ur. 30 stycznia 1915) – szwajcarski zapaśnik walczący w stylu klasycznym. Olimpijczyk z Berlina 1936, gdzie zajął siódme miejsce w wadze półśredniej.

## Letnie Igrzyska Olimpijskie 1936
| Konkurencja          | Rundy eliminacyjne   | Rundy eliminacyjne    | Rundy eliminacyjne        | Klas. końcowa |
| Konkurencja          | Przeciwnik I         | Przeciwnik II         | Przeciwnik III            | Miejsce       |
| -------------------- | -------------------- | --------------------- | ------------------------- | ------------- |
| 72 kg styl klasyczny | Maxime Lubat (FRA) Z | Antun Fischer (YUG) P | Nurettin Baytorun (TUR) P | 7.            |